# Diamanten Film
De Diamanten Film is een Nederlandse prijs die wordt uitgereikt wanneer een Nederlandse speelfilm 1.000.000 betalende bezoekers naar de bioscopen weet te trekken. Namens de makers nemen de regisseur, producent en hoofdrolspeler(s) hun prijzen in ontvangst.
Het is een initiatief van het Nederlands Film Festival, en het Nederlands Fonds voor de Film (NFVF) naast het al bestaande Gouden Kalf.
In 1992 heeft de film Flodder in Amerika! het bezoekersaantal van meer dan 1.000.000 bezoekers gehaald (1.493.873 bezoekers). Vervolgens haalde de film Kruimeltje in het jaar 2000 ook die grens met het bezoekersaantal van 1.136.054 bezoekers. Toen in 2006 Zwartboek over de grens van de miljoen bezoekers ging (1.056.002 bezoekers) werd de Diamanten Film in het leven geroepen. In december 2007 bereikte de film Alles is Liefde met 1.292.682 bezoekers deze status ook.

## Filmwinnaars Diamanten Film
| Diamanten Film bij 1.000.000 bezoekers | Diamanten Film bij 1.000.000 bezoekers | Diamanten Film bij 1.000.000 bezoekers | Diamanten Film bij 1.000.000 bezoekers |
| Jaar                                   | Film                                   | Premièredatum                          | Diamanten Film                         |
| -------------------------------------- | -------------------------------------- | -------------------------------------- | -------------------------------------- |
| 2007                                   | Zwartboek                              | 14 september 2006                      | 31 januari 2007                        |
| 2007                                   | Alles is Liefde                        | 11 oktober 2007                        | 7 december 2007                        |
| 2010                                   | Komt een vrouw bij de dokter           | 26 november 2009                       | 11 januari 2010                        |
| 2011                                   | New Kids Turbo                         | 9 december 2010                        | 20 januari 2011                        |
| 2011                                   | Gooische Vrouwen                       | 10 maart 2011                          | 1 april 2011                           |
| 2014                                   | Gooische Vrouwen 2                     | 4 december 2014                        | 27 december 2014                       |

## Trivia
- In 3 van de 6 films die de diamanten status hebben behaald, speelt Carice van Houten een hoofdrol.
- Filmpje! van Paul de Leeuw is de film met de meeste bezoekers die deze status nét niet heeft gehaald met een respectabel aantal van 933.608 bezoekers.